# 色情涂鸦
色情塗鴉（日语：ポルノグラフィティ）是日本的摇滚乐团，目前成员包括岡野昭仁（主唱）和新藤晴一（吉他手）。1999年9月8日以单曲《阿波羅》在日本乐界出道。所属經紀公司為Amuse、唱片公司为日本SONY旗下之SME Records。
2016年來台參加超犀利趴7。

## 团员资料
岡野昭仁 （Akihito Okano）：主唱、吉他手
- 出生日期：1974年10月15日，广岛县因島市（今併入尾道市）出身
- 血型：A型，身高：169.8cm

新藤晴一 （Haruichi Shindo）：吉他手
- 出生日期：1974年9月20日，广岛县因島市出身
- 血型：A型，身高：177cm

### 前成員
中尾天成（なかお たかなり）：鼓手
- 創團成員之一，1995年退出。

織畠英司（おばた えいじ）：鼓手
- 中尾天成退出後加入，1997年退出。

Tama （本名：白玉雅己，Masami Shiratama）：贝斯手
- 出生日期：1974年4月27日，广岛县因島市出身
- 血型：O型，身高：173cm
- 和吉他手新藤晴一為小學和中學同學。
- 為創團成員之一，在2004年6月表示因為自身的音樂理念不同而宣布退出，之後發行個人音樂作品。

## 历年作品

### 单曲
- 阿波羅（アポロ，Apollo） （1999年9月8日）
- 孤獨的夜（ヒトリノ夜／Hitori no yoru） （2000年1月26日，GTO動畫主題曲）
- 音樂饗宴（ミュージック・アワー／Music Hour） （2000年7月12日，寶礦力水得廣告曲）
- 悲歡歲月 （2000年9月13日）
- 仙人掌（サボテン／Saboten） （2000年12月6日）
- 鳳蝶（アゲハ蝶／Agehachō） （2001年6月27日）
- Voice（ヴォイス） （2001年10月17日）
- 我不由得認真思索起幸福（幸せについて本気出して考えてみた／Shiawase ni tsuite Honki Dashite Kangaete mita） （2002年3月6日）
- Mugen (無限)（2002年5月15日）(2002年世界杯足球賽日本廣告主題曲 )
- 漩渦 （渦／uzu） （2003年2月5日）
- 無聲的森林（音のない森／Oto no nai Mori） （2003年8月6日）
- Melissa（メリッサ）（2003年9月26日，鋼之鍊金術師主題曲）
- 對待愛情（愛が呼ぶほうへ／Ai ga Yobu Hō e） （2003年11月6日）
- Lack（ラック） （2003年12月3日）
- Sister （シスター）（2004年9月8日）
- 黄昏羅曼史（黄昏ロマンス／Tasogare Romance） （2004年11月10日）
- Neo-melodramatic／ROLL  （2005年3月2日）
- NaNaNa 夏日女孩 （NaNaNA サマーガール）（2005年8月3日）
- Jobairo／DON'T CALL ME CRAZY （ジョバイロ（西班牙語：Yo bailo）／DON'T CALL ME CRAZY） （2005年11月16日）
- 悍馬騎士（ハネウマライダー）（2006年6月28日，寶礦力水得廣告曲）
- Winding Road （2006年10月4日，天保異聞 妖奇士片尾曲）
- 連結（リンク／link） (2007年7月18日)
- 只要有你在這裡 (あなたがここにいたら／Anata ga Koko ni Itara> （2008年2月14日）
- 痛處（痛い立ち位置／Itai tachiichi） (2008年6月25日)
- 禮物（ギフト） （2008年8月20日，電影《Flying rabbits》主題曲）
- Love, too Death, too （2008年10月8日）
- 今夜，看不見月亮（今宵、月が见えずとも）（2008年12月10日，2009年BLEACH電影版主題歌）
- 把愛投射在心房（この胸を、愛を射よ）（2009年9月9日）
- 紅魂（アニマロッサ） （2009年11月25日，BLEACH主題歌）
- 窺見你眼底（瞳の奥をのぞかせて）（2010年2月10日）
- 你是100％（君は100%）（2010年10月27日）
- EXIT（2011年3月2日，日劇《教我愛的一切》主題歌）
- ONE MORE TIME（ワンモアタイム） （2011年9月21日）
- 雪的顏色 （ゆきのいろ） （2011年11月23日）
- 2012 Spark （2012年2月8日，2012年逆轉裁判 (電影)主題曲）
- 剪影（カゲボウシ）（2012年9月19日）
- 星空下的瞬間（瞬く星の下で)（2013年3月6日，魔奇少年MAGI主題歌）
- 青春花道（2013年9月11日）
- 東京命運（東京デスティニー）（2013年10月16日）
- 我們的慶祝（俺たちのセレブレーション）（2014年9月3日，日本電視台【スッキリ!!】節目2014年9月主題曲）
- 一個女人的表演～甜蜜的夢想（ワン・ウーマン・ショー 〜甘い幻〜）（2014年11月5日）[2]
- 哦！勁敵（オー!リバル）（2015年4月15日，名偵探柯南：業火的向日葵主題歌）
- The Day （2016年5月26日，我的英雄學院主題歌）
- LiAR／真っ白な灰になるまで、燃やし尽くせ （2016年11月9日，日本电视台【スッキリ!!】节目2016年11月主题曲）
- キング&クイーン／Montage （2017年9月6日，日本电视台2017国际排联世界大冠军杯排球赛节目主题曲）
- 變色龍鏡頭（2018年3月21日，朝日電視台週五夜戲【假日之愛】主題曲）
- 呼吸（2018年7月25日，電影版口袋妖怪：大家的故事主題歌）
- 殭屍脫穎而出（2018年9月28日）
- 花（2018年12月14日，這樣的深夜是香蕉嗎心愛的真實故事 主題曲）
- VS（2019年7月31日，電視動畫【MIX】後半片頭曲）
- Theme Song（テーマソング）（2021年9月22日）
- 解放区（2024年3月27日）

### 專輯

#### 原创专辑
1. Romantist Egoist（ロマンチスト・エゴイスト）（2000年）
2. foo?（2001年）
3. 雲牧民族 （雲をも摑む民）（2002年）
4. 塗鴉天堂 （WORLDILLIA） （2003年）
5. 心電感音（THUMPχ） （2005年）
6. 音樂百寶箱（M-CABI）（2006年）
7. PORNO GRAFFITTI （2007年）
8. 音樂新標靶 （∠ TRIGGER） （2010年）
9. PARANOMA PORNO（2012年）
10. 犀牛（RHINOCEROS） （2015年）
11. 蝴蝶效應（BUTTERFLY EFFECT）（2017年）
12. Akatsuki（暁）（2022年）

#### 精选专辑
- PORNO GRAFFITTI BEST RED'S （2004年7月28日）
- PORNO GRAFFITTI BEST BLUE'S （2004年7月28日）
- PORNO GRAFFITTI BEST ACE （2008年10月29日）
- PORNO GRAFFITTI BEST JOKER （2008年10月29日）
- PORNO GRAFFITTI 15th Anniversary "ALL TIME SINGLES"（2013年11月20日）

### DVD
1. Tour 08452 ~Welcome to my heart~ （2000年9月6日）
2. Porno Graffitti Visual Works OPENING LAP （2001年3月14日）
3. "BITTER SWEET MUSIC BIZ" LIVE IN BUDOKAN 2002 （2003年3月26日）
4. "74ers" LIVE IN OSAKA-JO HALL 2003 （2004年3月24日）
5. 5th Anniversary Special Live "PURPLE'S" IN TOKYO TAIIKUKAN 2004 （2005年3月24日）
6. 7th LIVE CIRCUIT "SWITCH" 2005 （2006年3月29日）
7. 横浜ロマンスポルノ'06 ～キャッチ ザ ハネウマ～ IN YOKOHAMA STADIUM (2007年2月28日)
8. 8th Live Circuit Open Music Cabinet Live In SAITAMA Super Arena 2007(2007年10月31日)
9. "ポルノグラフィティがやってきた" LIVE IN ZEPP TOKYO 2008 (2008年5月21日)
10. 横浜・淡路ロマンスポルノ'08 〜10イヤーズ ギフト〜 LIVE IN AWAJISHIMA  (2009年1月28日)
11. OPENING LAP (2009年9月9日)
12. PG CLIPS 2nd LAP (2009年9月9日)
13. PG CLIPS 3rd LAP (2009年9月9日)
14. PG CLIPS 4th LAP (2009年9月9日)
15. COMPLETE CLIPS 1999-2008 (2009年9月9日)
16. "ロイヤル ストレート フラッシュ" LIVE IN YOYOGI DAIICHI TAIIKUKAN 2009  (2009年10月28日)
17. "∠TARGET" LIVE IN JCB HALL 2010（2011年3月9日）
18. つま恋ロマンスポルノ'11 〜ポルノ丸〜（2011年12月21日）
19. 幕張ロマンスポルノ'11 〜DAYS OF WONDER〜（2012年7月4日）
20. 12th LIVE CIRCUIT "PANORAMA×42" SPECIAL LIVE PACKAGE（2013年4月3日）
21. 13thライヴサーキット"ラヴ・E・メール・フロム・1999" Live in MARINE MESSE FUKUOKA（2014年8月6日）
22. 神戸・横浜ロマンスポルノ'14 〜惑ワ不ノ森〜 Live at YOKOHAMA STADIUM（2015年2月25日）
23. 14thライヴサーキット"The dice are cast" Live in OSAKA-JO HALL 2015（2016年4月13日）
24. FANCLUB UNDERWORLD 5 Live in Zepp DiverCity 2016（2016年10月26日）
25. 横浜ロマンスポルノ'16 〜THE WAY〜 Live in YOKOHAMA STADIUM（2017年4月26日）
26. PORNO GRAFFITTI 色情塗鴉 Special Live in Taiwan（2017年12月20日）
27. 15thライヴサーキット "BUTTERFLY EFFECT" Live in KOBE KOKUSAI HALL 2018（2018年9月5日）
28. 16thライヴサーキット "UNFADED" Live in YOKOHAMA ARENA 2019（2019年12月25日）
29. ポルノグラフィティ 20th Anniversary Special Live Box（2019年12月25日）
30. 17thライヴサーキット "続・ポルノグラフィティ" Live at TOKYO GARDEN THEATER 2021（2022年3月30日）

### 其他創作歌曲
| 歌手   | 歌名         | 作詞     | 作曲 | 編曲               | 收錄專輯                     | 備註                                               |
| ------ | ------------ | -------- | ---- | ------------------ | ---------------------------- | -------------------------------------------------- |
| 五月天 | Song for you | 岡野昭仁 | 怪獸 | 五月天、百田留衣   | 《自伝 History of Tomorrow》 | 《後來的我們》日語版、岡野昭仁（色情塗鴉）參與錄製 |
| 五月天 | Buzzin`      | 新藤晴一 | 怪獸 | 五月天、八三夭阿璞 | 《自伝 History of Tomorrow》 | 《派對動物》日語版                                 |

## 书籍
- ワイラノ クロニクル ＜我的历史＞ （2001年3月23日）
- Real Days （2004年4月19日）
- 自宅にて ＜于自宅＞ （2005年12月24日）
- Porno Graffitti document photo book 7th LIVE CIRCUIT "SWITCH" （2006年3月29日）

## NHK紅白歌合戰出場紀錄
| 年份/屆數     | 出場 次數 | 曲目          | 出演 次序 | 對戰歌手      |
| ------------- | --------- | ------------- | --------- | ------------- |
| 2000年/第51回 | 初        | 悲歡歲月      | 2/28      | aiko          |
| 2002年/第53回 | 2         | Mugen         | 15/27     | 濱崎步        |
| 2004年/第55回 | 3         | 黃昏浪漫      | 14/28     | 平原綾香      |
| 2005年/第56回 | 4         | Jobairo       | 22/29     | 石川小百合    |
| 2006年/第57回 | 5         | 悍馬騎士      | 18/27     | aiko(2)       |
| 2007年/第58回 | 6         | 連結          | 10/27     | 絢香          |
| 2008年/第59回 | 7         | 禮物          | 10/26     | 中村美律子    |
| 2009年/第60回 | 8         | 紅魂          | 7/25      | 中村美律子(2) |
| 2010年/第61回 | 9         | 你是100％     | 7/22      | 西野加奈      |
| 2011年/第62回 | 10        | ONE MORE TIME | 7/25      | 水樹奈奈      |
| 2012年/第63回 | 11        | 剪影          | 9/25      | 西野加奈(2)   |
| 2013年/第64回 | 12        | 青春花道      | 8/25      | miwa          |
| 2014年/第65回 | 13        | 阿波羅        | 5/23      | 藤彩子        |